# Posłowie na Sejm Polskiej Rzeczypospolitej Ludowej II kadencji
Posłowie na Sejm Polskiej Rzeczypospolitej Ludowej II kadencji zostali wybrani podczas wyborów parlamentarnych, które odbyły się w dniu 20 stycznia 1957.
Pierwsze posiedzenie odbyło się 20 lutego 1957, a ostatnie, 59. – 17 lutego 1961. Kadencja Sejmu trwała od 20 lutego 1957 do 20 lutego 1961.
Wybory ponowne:
- w okręgu wyborczym nr 37 w Nowym Sączu – 17 marca 1957

Wybory uzupełniające:
- w okręgu wyborczym nr 54 w Wieluniu – 5 maja 1957
- w okręgu wyborczym nr 36 w Myślenicach – 19 października 1958
- w okręgu wyborczym nr 108 w Oleśnicy – 19 października 1958

Kluby i koła na pierwszym posiedzeniu Sejmu II kadencji i stan na koniec kadencji.
| \| Ugrupowanie polityczne \| Ugrupowanie polityczne \| II 1957 \| II 1961 \| +/− \| \| ---------------------- \| ------------------------------------ \| ------- \| ------- \| --- \| \| \| Polska Zjednoczona Partia Robotnicza \| 239[a] \| 238 \| 1 \| \| \| Zjednoczone Stronnictwo Ludowe \| 118[b] \| 117 \| 1 \| \| \| Stronnictwo Demokratyczne \| 39 \| 39 \| \| \| \| Znak \| 8 \| 8 \| \| \| \| Niestowarzyszeni[c] \| 55 \| 52 \| 3 \| \| Razem \| Razem \| 459 \| 454 \| 454 \| | Podział 459 mandatów: PZPR: 239 ZSL: 118 SD: 39 Pozostali: 63 |         |         |     |
| Ugrupowanie polityczne | Ugrupowanie polityczne                                        | II 1957 | II 1961 | +/− |
| | Polska Zjednoczona Partia Robotnicza                          | 239     | 238     | 1   |
| | Zjednoczone Stronnictwo Ludowe                                | 118     | 117     | 1   |
| | Stronnictwo Demokratyczne                                     | 39      | 39      |     |
| | Znak                                                          | 8       | 8       |     |
| | Niestowarzyszeni                                              | 55      | 52      | 3   |
| Razem | Razem                                                         | 459     | 454     | 454 |

## Prezydium Sejmu II kadencji
| Poseł                                                               | Poseł            | Funkcja             | Klub                                        | Czas pełnienia funkcji | Czas pełnienia funkcji | Czas pełnienia funkcji |
| Poseł                                                               | Poseł            | Funkcja             | Klub                                        | Od                     | Do                     |                        |
| ------------------------------------------------------------------- | ---------------- | ------------------- | ------------------------------------------- | ---------------------- | ---------------------- | ---------------------- |
|                                                                     | Bolesław Drobner | Marszałek senior    | KP Polskiej Zjednoczonej Partii Robotniczej | 20 lutego 1957(dts)    | 20 lutego 1957(dts)    |                        |
| Marszałek senior przewodniczy obradom Sejmu przed wyborem Prezydium |                  |                     |                                             |                        |                        |                        |
|                                                                     | Czesław Wycech   | Marszałek Sejmu     | KP Zjednoczonego Stronnictwa Ludowego       | 20 lutego 1957(dts)    | 20 lutego 1961(dts)    |                        |
|                                                                     | Jerzy Jodłowski  | Wicemarszałek Sejmu | KP Stronnictwa Demokratycznego              | 20 lutego 1957(dts)    | 20 lutego 1961(dts)    |                        |
|                                                                     | Zenon Kliszko    | Wicemarszałek Sejmu | KP Polskiej Zjednoczonej Partii Robotniczej | 20 lutego 1957(dts)    | 20 lutego 1961(dts)    |                        |

## Przynależność klubowa

### Stan na koniec kadencji
Posłowie II kadencji zrzeszeni byli w następujących klubach i kołach poselskich:
- Klub Poselski Polskiej Zjednoczonej Partii Robotniczej – 238 posłów, przewodniczący klubu Zenon Kliszko[2],
- Klub Poselski Zjednoczonego Stronnictwa Ludowego – 117 posłów, przewodniczący klubu Bolesław Podedworny[2],
- Klub Poselski Stronnictwa Demokratycznego – 39 posłów, przewodniczący klubu Jan Wende[2],
- Koło Poselskie Znak – 8 posłów, przewodniczący koła Stanisław Stomma[2],
- Posłowie bezpartyjni – 52 posłów[2].

| Klub Poselski Polskiej Zjednoczonej Partii Robotniczej | Klub Poselski Polskiej Zjednoczonej Partii Robotniczej | Klub Poselski Polskiej Zjednoczonej Partii Robotniczej | Klub Poselski Polskiej Zjednoczonej Partii Robotniczej |
| --- | --- | --- | --- |
| | | | |
| - Eugeniusz Ajnenkiel - Jerzy Albrecht - Feliks Baranowski - Władysław Bieńkowski - Stanisław Binek - Jan Bobro - Leon Brudziński - Piotr Brzóska - Eugeniusz Bula - Andrzej Burda - Aleksander Burski - Stefan Cichosz - Tadeusz Cynkin - Józef Cyrankiewicz - Antoni Czech - Paweł Dąbek - Kazimierz Dąbrowski - Witold Dąbrowski - Makary Demianowicz - Ostap Dłuski - Janina Doliwa - Wit Drapich - Bolesław Drobner - Edward Drożniak - Antoni Dulemba - Józef Farny - Stanisław Fenert - Teofil Fleischer - Józef Florczak - Jan Frey-Bielecki - Janusz Fudalej - Piotr Gajewski - Jan Gałązka - Feliks Gawroński - Zbigniew Gertych - Edward Gierek - Teofil Głowacki - Władysław Gomułka - Lucjan Gonciarz - Józef Grzecznarowski - Antoni Grzywa - Ryszard Hajduk - Wit Hanke - Stanisław Hasiak - Jan Hebda - Stanisław Hertel - Ryszard Hill - Julian Hochfeld - Zygmunt Horowski - Stanisław Hudak - Jan Izydorczyk - Henryk Jabłoński - Mieczysław Jagielski - Jan Jagodziński - Zbigniew Jakus - Adam Jakuszko - Marian Jamka - Włodzimierz Janiurek - Zbigniew Januszko - Józef Jarmuł | - Witold Jarosiński - Piotr Jaroszewicz - Bolesław Jaszczuk - Helena Jaworska - Marian Jaworski - Henryk Jendza - Emil Jerzyk - Stefan Jędrychowski - Tadeusz Jóźwiak - Józef Kachel - Stefan Kamiński - Franciszek Karłowski - Ludwik Karolczak - Franciszek Kempa - Feliks Kędzierski - Józef Kieszczyński - Andrzej Kisielski - Zenon Kliszko - Stanisław Klusek - Zygmunt Kluza - Jan Kłoczko - Bogusław Kogut - Wincenty Kołtun - Stefan Koper - Józef Korniluk - Edmund Kowalski - Władysław Kozdra - Kazimierz Koziołek - Edward Kozyra - Wincenty Kraśko - Stanisław Krauss - Leon Kruczkowski - Władysław Krym - Władysława Krzeszowska - Zygmunt Kucharek - Józef Kulesza - Jan Kumosz - Józef Kuropieska - Stanisław Kurowski - Alfred Kusiak - Tadeusz Kutek - Stanisław Kuziński - Kazimierz Kwiatkowski - Jerzy Lamuzga - Oskar Lange - Antoni Laskowski - Józef Lassota - Henryk Leliński - Ignacy Loga-Sowiński - Józef Łabuz - Henryk Łukaszkiewicz - Władysław Machejek - Józef Machno - Józef Macichowski - Jan Maciejuk - Jan Maciela - Stanisław Maj - Leonard Małecki - Marian Marchlik - Stanisław Marczak | - Władysław Matwin - Henryk Michalski - Władysław Mika - Stanisław Miłostan - Eugeniusz Miniszewski - Jan Miozga - Jan Mirek - Władysław Misterski - Marian Miśkiewicz - Andrzej Mnichowski - Mieczysław Moczar - Jerzy Morawski - Lucjan Motyka - Jerzy Mroczkowski - Alicja Musiałowa - Józef Nagórzański - Stanisław Niedzielski - Ryszard Nieszporek - Roman Nowak - Tadeusz Nowakowski - Kazimierz Nowicki - Wiktor Obolewicz - Edward Ochab - Jan Oliskiewicz - Jan Olszewski - Jerzy Olszewski - Józef Olszewski - Stanisław Opałko - Stefan Orczykowski - Stanisław Osiński - Bronisław Ostapczuk - Adam Palczak - Stanisław Pawlak - Władysław Pawlak - Stefan Pechcin - Jan Pernal - Zdzisław Piętka - Jan Polski - Wit Prusinowski - Edmund Pszczółkowski - Tadeusz Puskarczyk - Jerzy Putrament - Adam Rapacki - Marian Rawicki - Aleksander Reszelski - Tadeusz Robak - Wacław Rózga - Władysław Rudnicki - Edmund Rudolf - Marian Rybicki - Jan Sabik - Dymitr Sańko-Sawczenko - Balbina Semczuk - Zygmunt Seroczyński - Stefan Siekierski - Aleksy Sieradzki - Gerard Skok - Henryk Skowron - Lucjan Słowik - Dionizy Smoleński | - Józef Spychalski - Marian Spychalski - Roman Stachoń - Artur Starewicz - Jan Starzyk - Eugeniusz Stawiński - Edmund Stuczyński - Władysław Surmacki - Franciszek Szałach - Włodzimierz Szczepanik - Andrzej Szczudlik - Wilhelm Szewczyk - Stanisław Szot - Ronald Szpakowski - Jerzy Sztachelski - Michał Szulc - Jan Szymański - Józef Szymański - Kazimierz Śliwa - Edmund Taszer - Michalina Tatarkówna-Majkowska - Józef Tejchma - Walenty Titkow - Stanisław Tomaszewski - Leopold Topczewski - Roman Tuchowski - Wacław Tułodziecki - Franciszek Twardawa - Stanisław Ulicki - Jan Vogt - Franciszek Wachowicz - Stanisław Wais - Józef Wanat - Franciszek Waniołka - Leon Warchał - Paweł Warchoł - Jan Warzecha - Stanisław Wasilewski - Zofia Wasilkowska - Florian Wichłacz - Feliks Widy-Wirski - Tadeusz Wieczorek - Paweł Wilk - Władysław Wilk - Jan Wiśniewski - Leon Wiśniewski - Paweł Wojas - Czesław Wójtowicz - Michał Woźniak - Roman Zambrowski - Janusz Zarzycki - Aleksander Zawadzki - Stanisław Ziarkiewicz - Stanisław Zieliński - Jerzy Ziętek - Stanisław Żarek - Stefan Żółkiewski - Mieczysław Żurawski |
| Klub Poselski Zjednoczonego Stronnictwa Ludowego | | | |
| | | | |
| - Aleksander Aleksandrowicz - Antoni Andreasik - Roman Arendarski - Józef Balcerzak - Kazimierz Banach - Józef Baron - Roman Bartkiewicz - Józef Berenc - Edward Biały - Alojzy Biłko - Jan Bonowicz - Stanisław Cieślak - Józef Ciuba - Jan Dąb-Kocioł - Jan Drożdziuk - Bronisław Drzewiecki - Jan Dusza - Władysław Fołta - Marcin Galek - Bolesław Galiński - Czesław Garbacik - Zygmunt Garstecki - Władysław Gawlik - Stanisław Gawrych - Roman Gesing - Władysław Giemza - Andrzej Głowacki - Ignacy Grzywacz - Zygmunt Hagedorny - Julian Horodecki | - Czesław Hudowicz - Stefan Ignar - Tadeusz Ilczuk - Władysław Jagusztyn - Bronisław Jakubiak - Albin Jakubowski - Henryk Jaroszyk - Aleksander Jaźwiński - Julian Kadlof - Kazimierz Kaniuga - Tomasz Karkowski - Tadeusz Kazimierski - Stefan Klejnik - Julian Kliś - Ignacy Konkolewski - Franciszek Korga - Antoni Korzycki - Wacław Kowalczyk - Emil Kozioł - Jan Król - Aleksander Kubicki - Łukasz Kumor - Stanisław Lejwoda - Leon Lutyk - Ferdynand Łukaszek - Bolesław Machut - Franciszek Maj - Kazimierz Maj - Eugeniusz Makowski - Tadeusz Makowski | - Tomasz Malinowski - Maria Maniak - Antoni Metynowski - Kazimierz Milejski - Ludwik Naglik - Jan Napora - Stanisław Nędza-Kubiniec - Zdzisław Nowak - Józef Olszyński - Bronisław Owsianik - Józef Ozga-Michalski - Mieczysław Paczkowski - Antoni Paczoska - Jan Pasiak - Piotr Pawlina - Władysław Pawlina - Franciszek Pawłowski - Wojciech Piłat - Bolesław Podedworny - Bohdan Podhorski-Piotrowski - Leon Poniedziałek - Mieczysław Porzuczek - Walter Późny - Zygmunt Prowęcki - Stanisław Rokicki - Stanisław Romanowski - Jerzy Rumianek - Jan Ryznar - Tadeusz Rześniowiecki - Wojciech Samek | - Jan Schneider - Wojciech Stanowski - Ludomir Stasiak - Tadeusz Stefaniak - Władysław Stojański - Zbigniew Strzemiecki - Władysław Szatkowski - Józef Szczachor - Piotr Sznajder - Piotr Szymanek - Ludwik Szymoniak - Franciszek Śliwa - Wacław Śliwiński - Stanisław Świdurski - Anna Tarniewicz - Tadeusz Toczek - Józef Trzaska - Bronisław Warowny - Bohdan Wilamowski - Piotr Wrzeszcz - Czesław Wycech - Franciszek Zabielski - Władysław Zalewski - Zygmunt Załęski - Józef Zastawny - Stanisław Zimny - Jan Żurek |
| Klub Poselski Stronnictwa Demokratycznego | | | |
| | | | |
| - Andrzej Benesz - Mieczysław Bogusławski - Józef Borecki - Stefan Brzeziński - Leon Chajn - Józef Czapski - Paweł Dubiel - Stanisław Gabryl - Władysław Gawlas - Tadeusz Gierzyński | - Stefan Górecki - Michał Grendys - Jerzy Jodłowski - Jan Kowal - Eugenia Krassowska - Stanisław Kulczyński - Antoni Lebiedź - Włodzimierz Lechowicz - Zygmunt Moskwa - Marceli Najder | - Zygmunt Olczak - Józef Piskorski - Jadwiga Prawdzicowa - Józef Raźny - Maria Regent-Lechowicz - Aleksander Rozmiarek - Jan Rychel - Edward Sokołowski - Stanisław Sowiński - Władysław Spychalski | - Stanisław Stefański - Zofia Stypułkowska - Czesław Szczepaniak - Bolesław Szlązak - Jan Wende - Józef Wydra - Aleksander Wyrobek - Stanisław Zajączek - Kazimierz Zawadzki |
| Koło Posłów Znak | | | |
| | | | |
| - Stefan Kisielewski - Miron Kołakowski | - Paweł Kwoczek - Zbigniew Makarczyk | - Wanda Pieniężna - Kazimierz Skowroński | - Stanisław Stomma - Jerzy Zawieyski |
| Posłowie bezpartyjni | | | |
| | | | |
| - Ignacy Bacia - Wacław Balcerski - Stefan Batorski - Stanisław Bednarowicz - Irena Białówna - Remigiusz Bierzanek - Jan Brzoza - Jerzy Bukowski - Feliks Dobrowolski - Magdalena Dubiel - Paweł Fojcik - Mirosław Foltynowicz - Jan Frankowski | - Marian Garlicki - Karol Garwoliński - Antoni Gładysz - Stefan Gołębiowski - Jerzy Hryniewiecki - Jarosław Iwaszkiewicz - Bolesław Jackiewicz - Irena Jankiewicz - Marian Jaworski - Zuzanna Josińska - Bronisław Juźków - Wincenty Karuga - Józef Kędzierski | - Wacław Kiełczewski - Maciej Kononowicz - Jan Kopeć - Adolf Korus - Kazimierz Król - Stanisław Kwirynowicz - Eligiusz Lasota - Elżbieta Liszka - Marian Lityński - Konstanty Łubieński - Tadeusz Meissner - Henryk Milczarek - Jan Miodoński | - Konstanty Morawski - Zygmunt Nowakowski - Edmund Osmańczyk - Zygmunt Piątkowski - Jan Szczepański - Konstanty Szczepański - Kazimierz Tomaszewski - Franciszek Wasążnik - Antoni Wojtysiak - Paweł Wróbel - Adam Zawadzki - Stanisław Zawadzki - Stanisław Ziemba |

### Posłowie, których mandat wygasł w trakcie II kadencji (8 posłów)
| Poseł              | Poseł                | Data wygaśnięcia mandatu | Przyczyna                    | Następca                     | Następca                     |
| ------------------ | -------------------- | ------------------------ | ---------------------------- | ---------------------------- | ---------------------------- |
|                    | Wincenty Baranowski  | 5 lutego 1957(dts)       | śmierć                       |                              | Bolesław Galiński            |
|                    | Ignacy Skowroński    | 14 grudnia 1957(dts)     | śmierć                       |                              | mandat pozostał nieobsadzony |
|                    | August Pieczonka     | 27 maja 1958(dts)        | śmierć                       |                              | Stefan Żółkiewski            |
| Józef Marek        | 3 czerwca 1958(dts)  | śmierć                   | Józef Tejchma                |                              |                              |
|                    | Michał Zając         | 13 lipca 1958(dts)       | śmierć                       |                              | mandat pozostał nieobsadzony |
|                    | Józef Bruski         | 5 listopada 1958(dts)    | zrzeczenie się mandatu       | mandat pozostał nieobsadzony |                              |
| Aleksander Skronik | 20 grudnia 1958(dts) | zrzeczenie się mandatu   | mandat pozostał nieobsadzony |                              |                              |
|                    | Antoni Włudarski     | 7 czerwca 1960(dts)      | śmierć                       | mandat pozostał nieobsadzony |                              |